# Giovanni Grattoni
Giovanni Grattoni (Cormons, 11 maggio 1959) è un ex cestista italiano.

## Carriera
In Serie A ha vestito le maglie di Venezia, Reggio Emilia, Pesaro e Montecatini. Soprannominato “Nane”, dall'alto dei suoi 196 cm, ricopriva il ruolo di guardia tiratrice. Ottimo nelle medie dal campo, ha raggiunto in carriera diversi traguardi, dal momento che risulta essere tra i primi giocatori nella storia della serie A per stagioni consecutive disputate (20 campionati), per presenze (625) e per punti realizzati (7115).
Cresce nelle giovanili della squadra della sua città, l'U.S. Alba Cormons, per poi passare, ancora giovanissimo nelle file della Reyer Venezia, che vedono in lui un grande talento da poter allevare. E la consacrazione non tarda ad arrivare quando, non ancora maggiorenne, il 1º maggio del 1977 esordisce in serie A nella gara tra la Scavolini Pesaro e la Canon Venezia, allora guidata dal “Paron” Tonino Zorzi (ironia della sorte proprio nella Scavolini Grattoni vivrà i momenti più importanti della sua lunga carriera).
Rotto il ghiaccio dopo l'esordio, disputa altre 9 stagioni consecutive con la Reyer Venezia, facendo registrare 243 presenze totali e 2.336 punti realizzati. Nel suo palmarès c'è una promozione dalla serie A2 alla serie A1. Nella sua militanza tra le file del Venezia, ha l'opportunità di potersi allenare e confrontare con giocatore del calibro di Dražen Dalipagić (uno dei più prolifici giocatori della serie A) e Spencer Haywood che, dopo una lunga e positiva carriera in NBA nelle migliori squadre della lega, decise di approdare a Venezia.
Nella stagione 1985-86 è tempo però di intraprendere una nuova avventura, che si chiama Cantine Riunite Reggio Emilia. Nei 5 anni di militanza in Emilia, dove arriva da protagonista e giocatore chiave della squadra, le partite giocate sono 178 con la bellezza di 2.771 punti totali realizzati. Durante questi campionati ha anche la possibilità di giocare con campioni del calibro di Joe Bryant e Bob Morse, che venivano direttamente dalla NBA. Anche con Reggio Emilia conquista il passaggio dalla serie A2 alla serie A1.
Alla luce delle ottime prestazioni, nel campionato 1990-91 arriva la svolta, con la grande chiamata da parte della Scavolini Pesaro, che proprio nella stagione precedente aveva conquistato lo scudetto. Nei due anni di militanza con la canotta pesarese, Grattoni raggiunge degli eccellenti traguardi arrivando a vincere la Coppa Italia nel 1992 e, nella stessa stagione, andando a giocare la Final Four di Eurolega a Parigi. Con Pesaro “Nane” disputa 76 partite, realizzando 634 punti.
Nella stagione 1992-93 disputa la massima serie con la maglia della Bialetti Montecatini e, in 33 partite, mette a segno 321 punti. L'anno successivo è ad Arese con la Teorema Tour e, anche in questo caso, le cifre sono di tutto riguardo con 479 punti realizzati in 30 partite. Infine torna a Montecatini per altre due stagioni dal 1994 al 1996, mettendo a segno 574 punti in 65 partite.
La lunga carriera da professionista si chiude due anni dopo con Massa e Cozzile nel campionato di serie B2.
Proprio a Massa e Cozzile si trova splendidamente, e decide di fermarsi. In questo periodo accresce la sua esperienza come allenatore arrivando a ricoprire il ruolo di responsabile del settore giovanile dal 2000 al 2004. In questi anni crea una grande ossatura a livello giovanile di una squadra che arriva a disputare il campionato nazionale di B1 (ancora negli annali del basket per essere stato il comune più piccolo nei primi 3 campionati professionistici di pallacanestro, cosa che valse anche un articolo su Superbasket). L'apice della società arriva però grazie alla vittoria dello scudetto nazionale da parte della squadra Under 14, dove si vede la mano dell'ottimo lavoro svolto da Grattoni nel corso degli anni.
Nel 2011 torna a far basket nella sua città natale, diventando il responsabile del settore giovanile dell'U.S. Alba Cormons, andando a chiudere il lungo cerchio della sua vita cestistica.
La sua fama come grande giocatore pari a quella di ottimo ed efficace educatore, gli valgono la creazione di un personaggio a lui ispirato e che porta il suo nome, nei racconti per una collana di libri per ragazzi ambientato nel mondo della pallacanestro giovanile. Il titolo del libro è “Basket League” di Luca Cognolato (Einaudi Ragazzi).

## Palmarès
- Coppa Italia: 1

Pesaro: 1992